# Rifugio del Goûter
Il rifugio del Goûter (in francese refuge du Goûter) è un rifugio situato nel comune di Saint-Gervais-les-Bains (dipartimento dell'Alta Savoia), nel massiccio del Monte Bianco (Alpi Graie), a 3835 m s.l.m.. Si trova lungo la via normale francese di salita al Monte Bianco.

## Storia

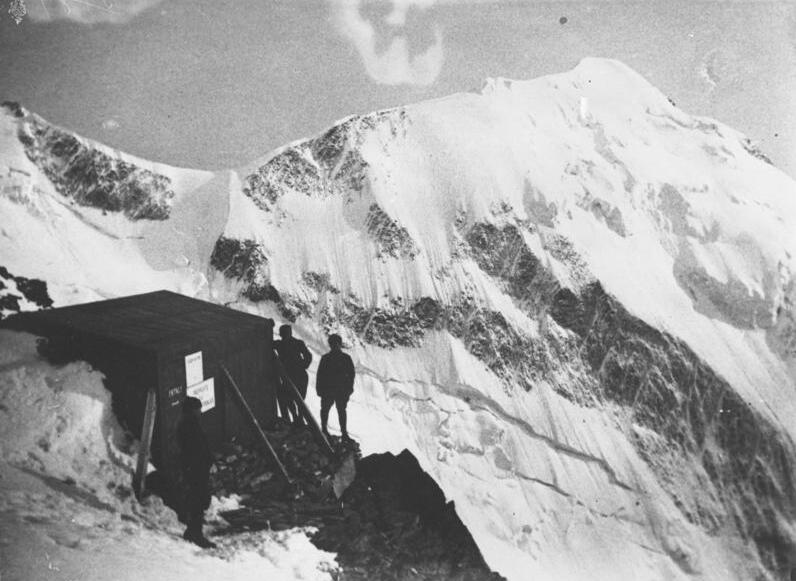
La struttura del 1906 con 7 posti, fotografia del 1925.

Nel 1906 fu costruito un piccolo rifugio dotato di sette posti, successivamente rinnovato nel 1936 e nel 1962 dal Club alpino francese, che ne detiene la proprietà.
La struttura attuale, inaugurata il 28 giugno 2013 dopo tre anni di lavori, è situata circa 200 m a sud rispetto al vecchio rifugio del 1962.

## Caratteristiche

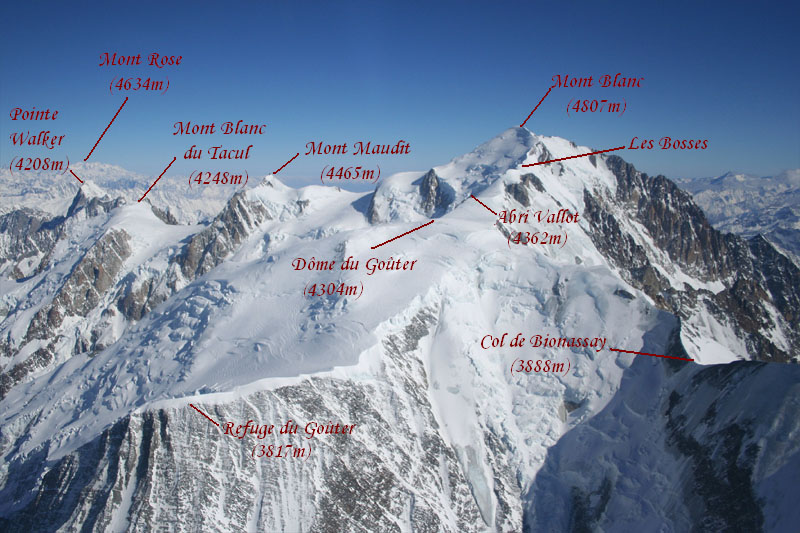
Foto aerea del massiccio del Monte Bianco con indicata la collocazione del rifugio.

Si trova lungo la via normale francese di salita al Monte Bianco, poco sotto la sommità dell'Aiguille du Goûter. È il rifugio custodito più alto di Francia.
Si tratta di una struttura metallica prefabbricata, totalmente autonoma dal punto di vista energetico, che può accogliere 120 persone, capacità volutamente limitata per non affollare eccessivamente la via di salita al Monte Bianco. La prenotazione è obbligatoria, e chi ne è sprovvisto non viene accolto all'interno del rifugio.
Il locale invernale ha una capacità di 20 posti ed è situato in una struttura del rifugio del 1962, smontato parzialmente.

## Accessi
Dal comune di Saint-Gervais-les-Bains si può prendere il Tramway du Mont-Blanc fino alla stazione capolinea (Nid d'Aigle, 2372 m), e poi salire passando nei pressi del rifugio di Tête Rousse (3.167 m).

## Ascensioni
- Monte Bianco - 4.810 m